# Admontia debilis
Admontia debilis är en tvåvingeart som beskrevs av Aldrich 1934. Admontia debilis ingår i släktet Admontia och familjen parasitflugor. Inga underarter finns listade i Catalogue of Life.